# 第2次中曽根内閣 (第2次改造)
第2次中曽根第2次改造内閣（だいにじなかそねだいにじかいぞうないかく）は、中曽根康弘が第72代内閣総理大臣に任命され、1985年 (昭和60年)12月28日から1986年 (昭和61年)7月22日まで続いた日本の内閣。
前の第2次中曽根第1次改造内閣の改造内閣である。
この後、死んだふり解散を断行し衆参同日選挙を行った。

## 閣僚
所属政党・出身
  自由民主党   新自由クラブ
| 職名                            | 役職者の顔 | 氏名       | 出身等                         | 特命事項等                     | 備考             |
| ------------------------------- | ---------- | ---------- | ------------------------------ | ------------------------------ | ---------------- |
| 内閣総理大臣                    |            | 中曽根康弘 | 衆議院 自由民主党 （中曽根派） |                                | 自由民主党総裁   |
| 法務大臣                        |            | 鈴木省吾   | 参議院 自由民主党 （福田派）   |                                |                  |
| 外務大臣                        |            | 安倍晋太郎 | 衆議院 自由民主党 （福田派）   |                                |                  |
| 大蔵大臣                        |            | 竹下登     | 衆議院 自由民主党 （田中派）   |                                |                  |
| 文部大臣                        |            | 海部俊樹   | 衆議院 自由民主党 （河本派）   |                                |                  |
| 厚生大臣                        |            | 今井勇     | 衆議院 自由民主党 （鈴木派）   |                                |                  |
| 農林水産大臣                    |            | 羽田孜     | 衆議院 自由民主党 （田中派）   |                                |                  |
| 通商産業大臣                    |            | 渡辺美智雄 | 衆議院 自由民主党 （中曽根派） |                                |                  |
| 運輸大臣                        |            | 三塚博     | 衆議院 自由民主党 （福田派）   | 新東京国際空港問題担当         |                  |
| 郵政大臣                        |            | 佐藤文生   | 衆議院 自由民主党 （中曽根派） |                                |                  |
| 労働大臣                        |            | 林迶       | 参議院 自由民主党 （無派閥）   |                                |                  |
| 建設大臣                        |            | 江藤隆美   | 衆議院 自由民主党 （中曽根派） |                                |                  |
| 自治大臣 国家公安委員会委員長   |            | 小沢一郎   | 衆議院 自由民主党 （田中派）   |                                |                  |
| 内閣官房長官                    |            | 後藤田正晴 | 衆議院 自由民主党 （田中派）   |                                |                  |
| 総務庁長官                      |            | 江﨑真澄   | 衆議院 自由民主党 （田中派）   | 対外経済問題・民間活力導入担当 |                  |
| 北海道開発庁長官 沖縄開発庁長官 |            | 古賀雷四郎 | 参議院 自由民主党 （田中派）   |                                |                  |
| 防衛庁長官                      |            | 加藤紘一   | 衆議院 自由民主党 （鈴木派）   |                                |                  |
| 経済企画庁長官                  |            | 平泉渉     | 衆議院 自由民主党 （鈴木派）   |                                |                  |
| 科学技術庁長官                  |            | 河野洋平   | 衆議院 新自由クラブ            | 原子力委員会委員長             | 新自由クラブ代表 |
| 環境庁長官                      |            | 森美秀     | 衆議院 自由民主党 （河本派）   |                                |                  |
| 国土庁長官                      |            | 山崎平八郎 | 衆議院 自由民主党 （福田派）   |                                |                  |

## 内閣官房副長官・内閣法制局長官
| 職名                   | 氏名       | 備考                           |
| ---------------------- | ---------- | ------------------------------ |
| 内閣官房副長官（政務） | 唐沢俊二郎 | 衆議院 自由民主党 （中曽根派） |
| 内閣官房副長官（事務） | 藤森昭一   | 厚生省出身                     |
| 内閣法制局長官         | 茂串俊     | 大蔵省出身                     |

## 政務次官
- 法務政務次官 - 杉山令肇
- 外務政務次官 - 浦野烋興
- 大蔵政務次官 - 熊川次男・梶原清
- 文部政務次官 - 工藤巌
- 厚生政務次官 - 丹羽雄哉
- 農林水産政務次官 - 保利耕輔・福田宏一
- 通商産業政務次官 - 田原隆・大坪健一郎
- 運輸政務次官 - 亀井静香
- 郵政政務次官 - 田名部匡省
- 労働政務次官 - 松尾官平
- 建設政務次官 – 中島衛
- 自治政務次官 - 森清
- 総務政務次官 - 船田元
- 北海道開発政務次官 - 渡辺省一
- 防衛政務次官 - 北口博
- 経済企画政務次官 - 熊谷弘
- 科学技術政務次官 - 八代英太（前島英三郎）
- 環境政務次官 – 小杉隆
- 沖縄開発政務次官 - 板垣正
- 国土政務次官 - 白川勝彦